# 기사 실명제
기사실명제(記事實名制)는 기사를 작성한 사람의 이름을 표기하는 제도이다. 1970년대까지 기자의 정체를 밝히지 않는 것이었다. 기명기사가 없었던 것은 아니지만 대체로 특정 기사에만 국한되어 있었던 것이 1980년대에 와서 해설기사 등에 기자 이름을 정식으로 밝히는 관행이 형성되다가 1993년 4월 1일에 조선일보가 공식적으로 사고를 통해 기사실명제 실시를 실시하면서 대부분의 신문이 이를 따르고 있다. 신문기사의 정확성과 공정성을 기하고 있는데 도움이 되었으나, 단신 기사조차 기자명을 밝히는 데는 문제점이 있다.